# Берестень, Аким Иванович
Аким Иванович Берестень (1877, Бешенковичи Витебской губернии — 1926) — белорусский политический деятель, делегат VI съезда РСДРП(б) от Витебской организации РСДРП(б), участник установления Советской власти в Витебске.

## Биография
Родился в местечке Бешенковичи Витебской губернии в 1877 году. Член Коммунистической партии со дня её основания. Активный участник революционного движения рабочих. В 1898 году создал социал-демократический кружок среди рабочих Брянского вагоностроительного завода. В 1902 году участвовал в революционном движении в Харькове, Брянске, в 1903—1908 в Витебске и на Риго-Орловской железной дороге. Трижды арестовывался царской охранкой в 1907, 1909 и 1910 годах. Скрывался от царских властей за границей в 1910—1914 годах. В 1914 году работал в железнодорожных мастерских Риги. В годы Первой мировой войны служил в армии. В июне-июле 1917 года работал в Витебске, являлся одним из организаторов Витебской организации интернационалистов (с сентября 1917 Витебской организации РСДРП(б)). В 1917 году А. И. Берестень как член Комитета Витебской организации РСДРП(б), был избран делегатом VI съезда РСДРП(б).
После Великой Октябрьской социалистической революции работал членом Минского Совета. С января 1918 года был председателем Минского революционного железнодорожного суда, а с апреля 1919 года — председателем ячейки РКП(б) жедезнодорожников Минска. С 1921 года работал в Службе пути Витебского железнодорожного узла, позже был начальником буровых работ в Витебске.

## Память
Именем Берестеня названы улицы во многих населённых пунктах Белоруссии. В 1973 году Окружная улица в Витебске была переименована в улицу Берестеня и на одном из домов установлена мемориальная доска в его честь.